# Springfree Trampoline
Springfree Trampoline — международная компания — производитель развлекательных батутов и аксессуаров к ним. Уникальный дизайн Springfree был разработан доктором Кис Вивиан Александр (Dr. Keith Vivian Alexander), адъюнкт-профессором в Отделе Машиностроения Университета Кентербери в г. Крайстчерче, Новая Зеландия.

## История
Анализ международных данных о батутах, проведенный в 1992 году доктором Кис Вивиан Александр (университет Кентербери, Крайстчерч, Новая Зеландия), показал, что для традиционного батута, разработанного Джорджем Ниссеном в 1930-х существует 3 наиболее опасных элемента конструкции; эти зоны риска было необходимо перепроектировать, чтобы создать абсолютно безопасный батут:
1. Пружины — в непосредственной близости от поверхности для прыжков,
2. Стальная рама — в непосредственной близости от поверхности для прыжков / прыгун мог упасть и поранить себя,
3. Земля или предметы на земле — прыгун мог травмироваться в результате выпадения из батута.

В 1999 г. он выпустил свой первый опытный образец батута, укомплектованный фиброволоконными амортизаторами. Первые коммерческие экземпляры поступили в продажу в конце 2004 г. В 2009 г. батут Springfree получил австралийскую Премию Дизайна.

## Конструкция
Наиболее заметное отличие между Батутом Springfree и батутом, спроектированным по традиционной схеме — это использование амортизаторов из фиброволокна вместо стальных пружин. По данным Комиссии по безопасности товаров широкого потребления США (US Consumer Product Safety Commission) в 2001 г. было зарегистрировано 91 870 случаев госпитализации в травматологические отделения больниц, причиной которых стали прыжки на батутах.
В конструкции батута Springfree отсутствуют 3 главные зоны риска: стальная рама, стальные пружины и выпадение прыгуна на землю. Батут Springfree оснащен амортизаторами, которые образуют гибкий
мягкий край по периметру прыжковой поверхности. Амортизаторы зафиксированы в раме, расположенной на 450 мм ниже тента для прыжков. Это исключает сразу два травмоопасных фактора — твердую раму по периметру и стальные спиральные пружины.
Технология мягкого края Softedge (SET) батута Springfree, как упомянуто выше, позволила полностью решить проблему защиты спортсмена от потенциального удара о жесткую раму по периметру. Лучший способ предотвратить несчастный случай — это полностью исключить причину возможной травмы. Изменение конструкции — лучшее и всегда намного более эффективное решение, чем использование смягчающих прокладок, защитного покрытия или знаков предупреждения.
Компания Springfree Trampoline Inc. разработала запатентованную сеть безопасности Flexinet, чтобы полностью предотвратить риск для прыгуна вылететь за пределы батута; по сравнению с обычными батутами защитная сеть отличается повышенной эластичностью и закреплена на гибких держателях. Сеть Flexinet обладает амортизирующими свойствами и при попадании прыгуна на край батута плавно перенаправляет прыгуна обратно в центр прыжкового полотна. Держатели сетки выполнены из фиброволокна и расположены вне зоны досягаемости с поверхности для прыжков. В традиционном батуте сеть закреплена на металлических штангах, которые образуют дополнительную зону риска при ударе о них.
Одиннадцать лет исследований и работы инженеров из нескольких стран мира над новым продуктом позволили создать абсолютно новый вариант батута — одного из самых популярных развлечений для детей. На данный момент Springfree — единственная компания, которая не только четко следует всем стандартам безопасности в конструкциях своих батутов, но и опережает их своими техническими решениями.
Профессор Дэвид Иджер (David Eager) в своем заключении о батутах, предлагаемых на рынке Австралии, пришел к выводу, что беспружинный батут Springfree — на данный момент единственный батут, который отвечает всем актуальным нормам безопасности.

## Статистика несчастных случаев

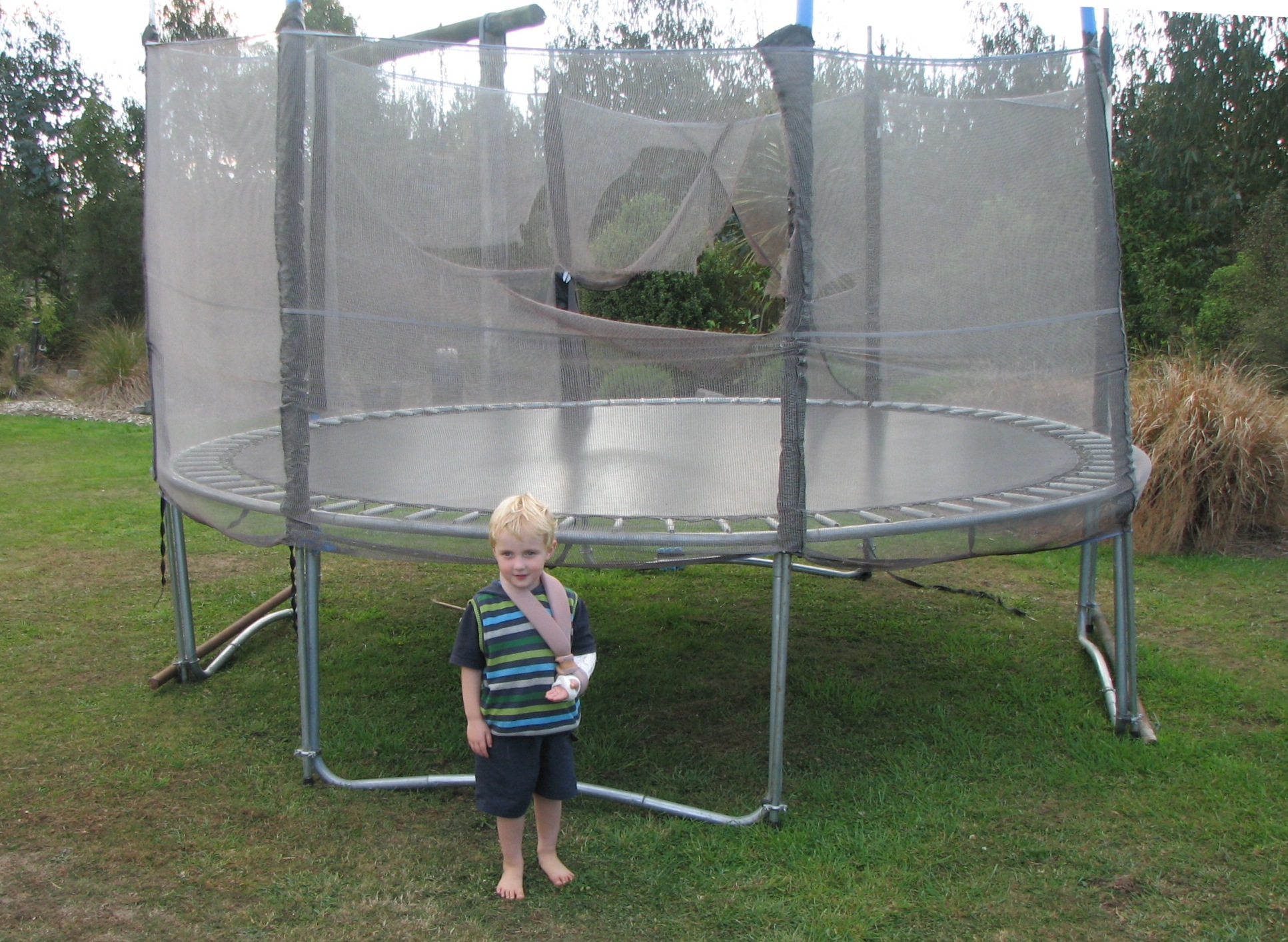
Стандартный батут и барьерная сетка меньше чем после 3х лет использования. Защитная прокладка по периметру износилась и была удалена, сеть безопасности порвана. Ребенок вылетел через отверстие в сети и упал на землю, сломав запястье.

Принимая во внимание озабоченность экспертов по детской безопасности, Министр справедливой торговли Вирджиния Джадж, (Virginia Judge, Fair Trading Minister) инициировала обзор по оценке безопасности батутов, используемых в частных домах. Анализ статистики несчастных случаев показал, что примерно 15 % всех пострадавших на батутах были вынуждены обратиться в больницу за медицинской помощью. Большинство несчастных случаев произошло из-за того, что дети выпали из батута; 29 % пострадавших получили серьезные травмы из-за удара о раму или металлические пружины батута.
Проводилось также и исследование эффективности защитных прокладок и оградительных сетей как мер безопасности в батутах.
В 1998 Американская Ассоциация Педиатров хотела запретить продажу батуты для частного использования по причине постоянно растущего травматизма; Международная Отраслевая Ассоциация Батутов (ITA) решила поставлять более безопасные батуты. ITA и Американское Общество по Тестированию и Материалам (ASTM), совместно разработали и обновили Требования к безопасности батутов. Эти поправки вышли в 1999 году и включали в себя обязательное наличие широких прокладок, закрывающих пружины и стальную раму батута, знаки предупржедения и запрет пользования батутам детям младше 6 лет. В 2001 году к требованиям безопасности добавилась ограждающая сеть, чтобы предотвратить выпадение ребенка из батута. Ссылка под № 1, расположенная ниже, подвергает сомнению эффективность этих поправок.